# Hans Wimmer

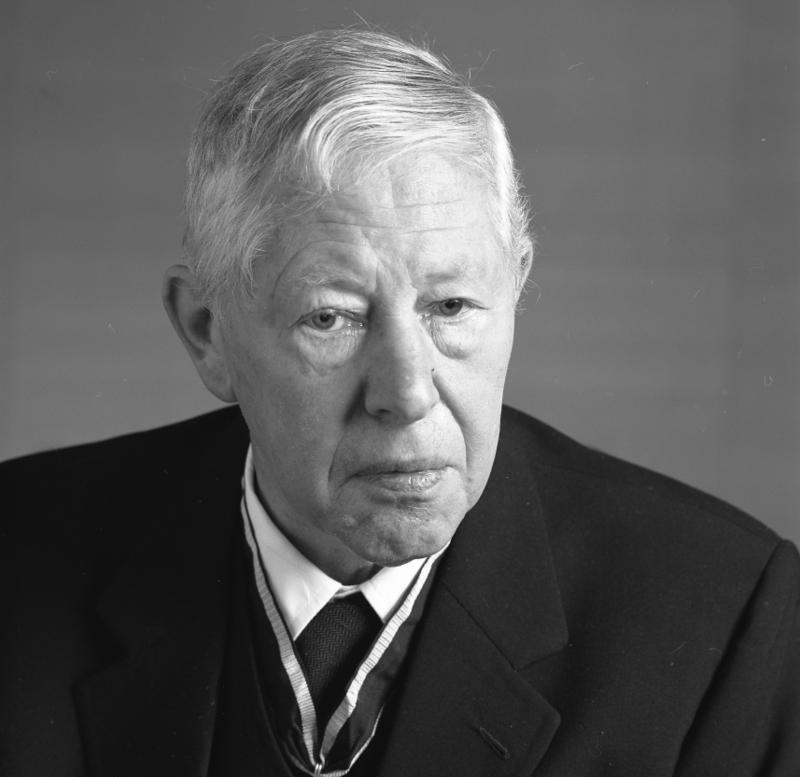
Hans Wimmer, 1983

Hans Wimmer (* 19. März 1907 in Pfarrkirchen im Rottal, Niederbayern; † 31. August 1992 in München) war ein deutscher Bildhauer.

## Leben
Hans Wimmer war das zweitgeborene Kind unter sieben Geschwistern. Nach den Vorstellungen seiner Eltern war er für die geistliche Laufbahn vorgesehen. Deshalb meldeten sie ihn 1917 für das Bischöfliche Seminar in Burghausen an, wo vor allem seine Musikalität auffiel. Auch nachdem er auf das Humanistische Gymnasium in Landshut wechselte, das sich im Gebäude des vormaligen Franziskanerkloster befand, standen seine musikalischen Interessen im Vordergrund; u. a. verfasste er eigene Kompositionen, die er als Chorleiter aufführte. Nach dem Abitur erhielt an der TH München eine Ausbildung zum Zeichenlehrer. 1928–1935 studierte er an der Akademie der Bildenden Künste München u. a. bei Bernhard Bleeker. Anschließend hielt er sich zu Studienzwecken in Paris auf, bei dem er u. a. Aristide Maillol kennenlernte. 1940 folgte ein Aufenthalt in der Deutschen Akademie Rom Villa Massimo.
In der Zeit des Nationalsozialismus war Wimmer Mitglied der Reichskammer der bildenden Künste. Für diese Zeit ist seine Teilnahme an 21 großen Ausstellungen sicher belegt, darunter 1937 und 1938 die Große Deutsche Kunstausstellung in München, dort u. a. mit Porträtplastiken von Robert Bosch, Emil Kirdorf und Karl Voßler.
Im Zweiten Weltkrieg wurde Wimmer 1943 zur Infanterie eingezogen. Nach einer Verwundung und einem längeren Lazarettaufenthalt kehrte er 1945 nach München zurück.
1946 schuf er den Kopf des befreundeten Archäologen Ernst Buschor. Nachfolgend folgten – entgegen dem damaligen Zeitgeist – figürliche Bildwerke. Im Rückgriff auf die Antike (Die Wagenlenkerin) und auf bestimmte Tendenzen der Klassischen Moderne wie z. B. Wilhelm Lehmbruck (Die große Liegende) konnte er die im Nationalsozialismus üblichen Formen überwinden und die figürliche Bildhauerei als Kunstgattung für die Gegenwart zurückgewinnen. Im Auftrag des Prinzen Max zu Fürstenberg (1896–1959) gestaltete Wimmer 1951 die Grablege von dessen Eltern Fürst Maximilian Egon II. zu Fürstenberg (1863–1941) und Fürstin Irma zu Fürstenberg (1867–1948) in der Familiengruft von Schloss Heiligenberg mit einer monumentalen Christusfigur.
Von 1949 bis 1972 war Hans Wimmer Professor für Bildhauerei an der Akademie der Bildenden Künste Nürnberg. 1955 beteiligte er sich an der documenta in Kassel, 1958 an der Biennale in Venedig und 1967 an der Weltausstellung in Montreal. Als Mitglied des Deutschen Künstlerbundes beteiligte er sich zwischen 1952 und 1966 an sieben DKB-Jahresausstellungen. Befreundet war er u. a. mit Hans Carossa, Olaf Gulbransson, Richard Billinger und Gerhard Marcks.
Beigesetzt wurde Wimmer auf dem Bogenhausener Friedhof.

## Nachlass
- Einen Großteil seiner Werke vermachte Hans Wimmer der Stadt Passau, die seit 1987 im Oberhausmuseum die Hans-Wimmer-Sammlung als Dauerausstellung präsentiert.[9]
- Sein Atelier sowie ein Großteil der Originalgipse übergab er noch zu Lebzeiten dem Schleswig-Holsteinischen Landesmuseum auf Schloss Gottorf, wo sie dauerhaft ausgestellt sind.[10]

## Ausstellungen (Auswahl)
- Renaissance der Figur, April – Mai 2005 in Nürnberg (Maxtorhof)
- Der Bildhauer Hans Wimmer, August – Oktober 2007, Schlosskirche Neustrelitz
- Gestalt – Form – Figur. Hans Wimmer und die Münchner Bildhauerschule. Passau, Güstrow, Berlin Juni 2008 bis Januar 2009

## Auszeichnungen
- 1950: Förderpreis für Bildende Kunst der Landeshauptstadt München
- 1958: Großer Kunstpreis des Landes Nordrhein-Westfalen
- 1966: Pour le mérite für Wissenschaft und Künste
- 1967: Großes Verdienstkreuz des Verdienstordens der Bundesrepublik Deutschland mit Stern
- 1968: Bayerischer Verdienstorden
- 1970: Villa Massimo (Einladung als Ehrengast)[11]
- 1971: Bayerischer Poetentaler
- 1971: Assoziiertes Mitglied der Académie royale des Sciences, des Lettres et des Beaux-Arts de Belgique[12]
- 1980: Oberbayerischer Kulturpreis
- 1982: Schwabinger Kunstpreis (Ehrenpreis)
- 1984: Gregoriusorden
- 1986: Bayerischer Maximiliansorden für Wissenschaft und Kunst

## Großplastiken im Öffentlichen Raum (Auswahl)
- Denkmal auf dem Ehrenhain für die Opfer der Luftangriffe in München auf dem Nordfriedhof.
- Kniender Jüngling, Eidgenössische Münzstätte, Bern (1954)
- Richard-Strauss-Brunnen, Kaufingerstraße in München (1962)
- Ochsenbrunnen, Ecke Zenettistraße/Thalkirchner Straße in München (1962)
- Reiterstandbild Kaiser Ludwig der Bayer, Nordseite des Alten Hofes, München (1967)
- Wimmer-Roß, Pfarrkirchen (1966)
- Mahnmal für die Opfer der Konzentrationslager, Paulskirche, Frankfurt am Main (1964)
- Sterbender Soldat am Krieger-Ehrenmal in Catania, Sizilien (1965)
- Ehrenmal des Deutschen Heeres auf der Festung Ehrenbreitstein, Koblenz (1972)
- Desdemona, Schleswig, Schlossinsel, Skulpturenpark Schloss Gottorf (1976)
- Trojanisches Pferd, Südostseite der Alten Pinakothek, München (1977)

## Werke (Auswahl)

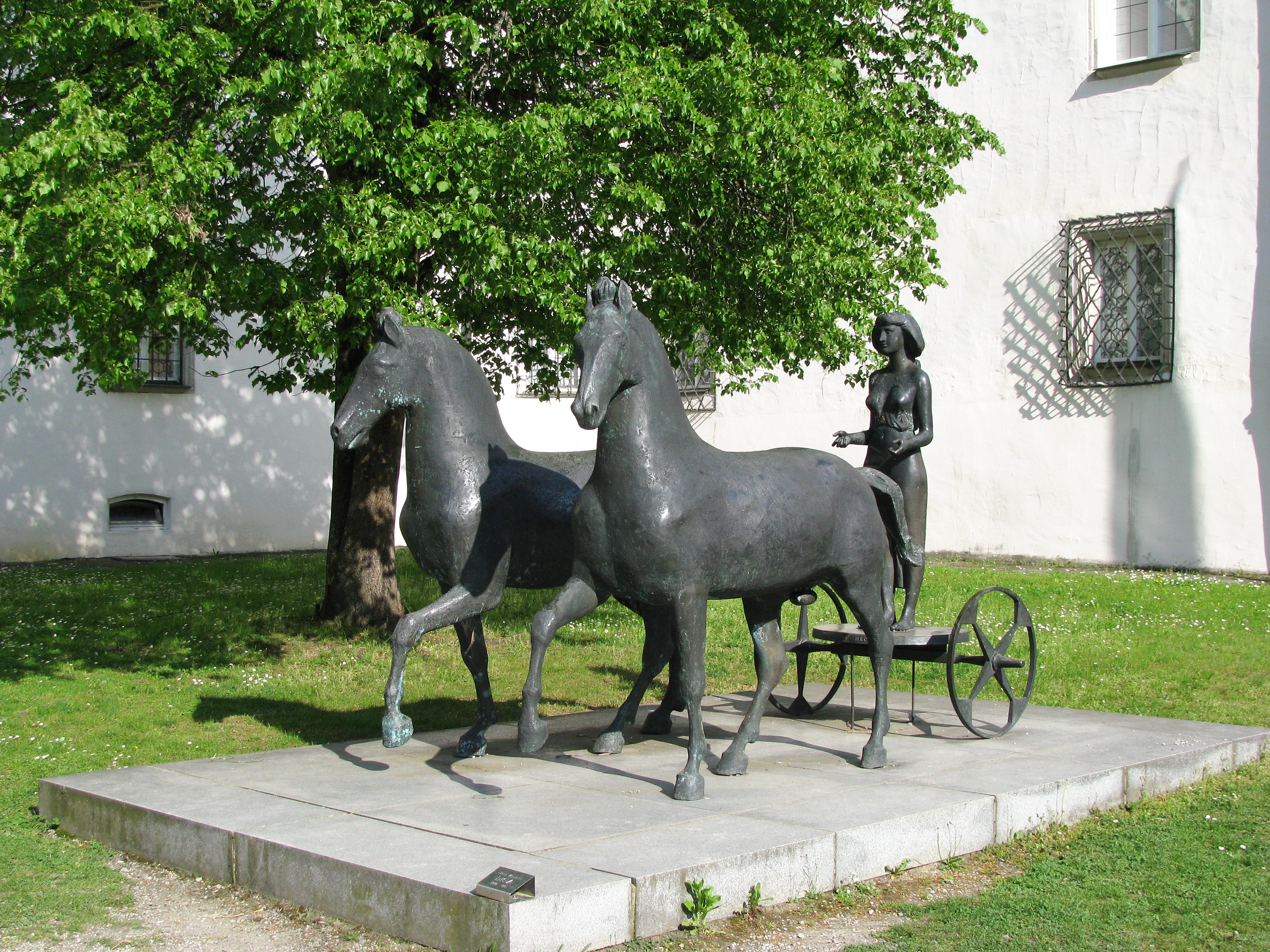
Zweigespann und Wagenlenkerin
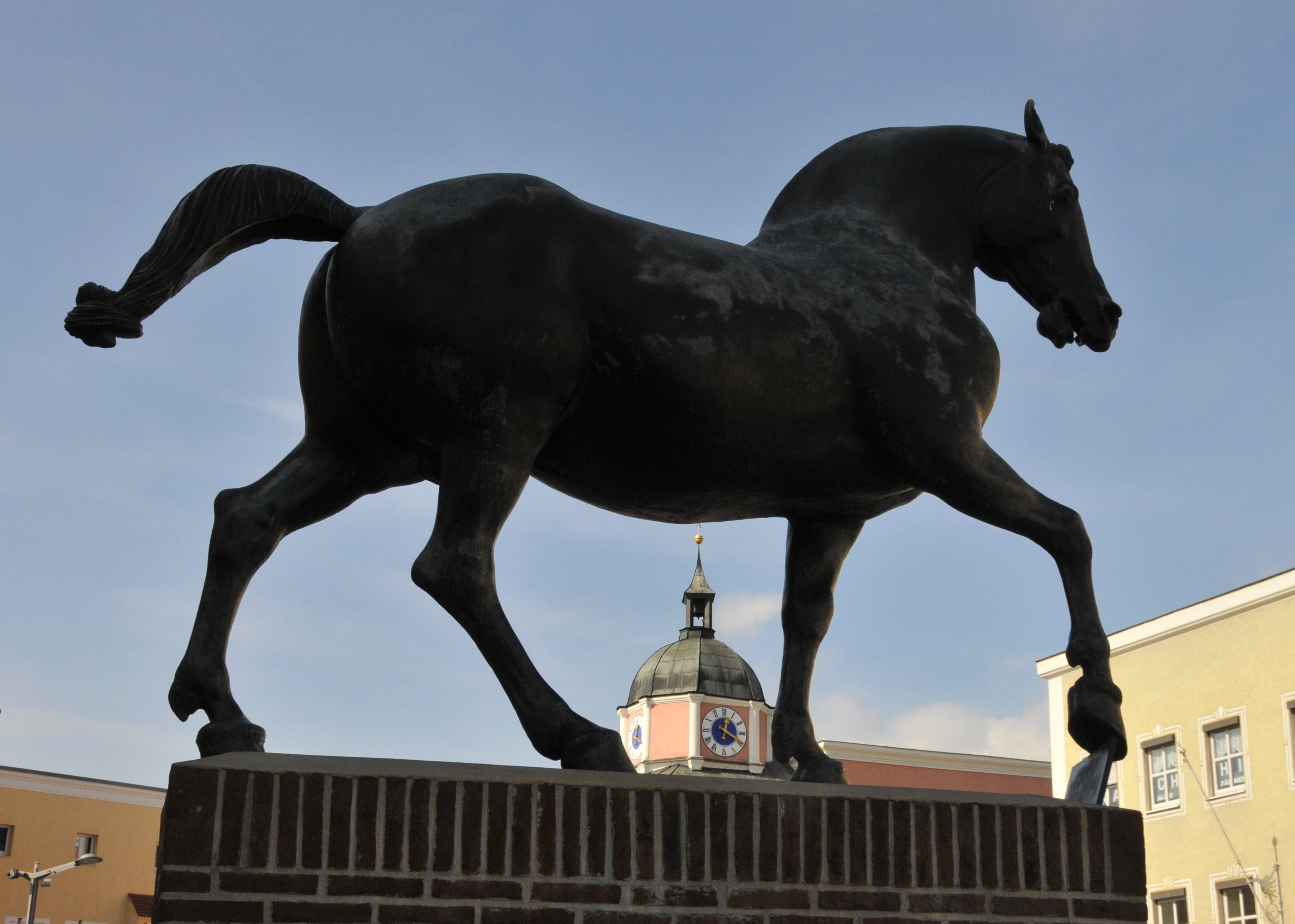
„Wimmer-Ross“ in Pfarrkirchen
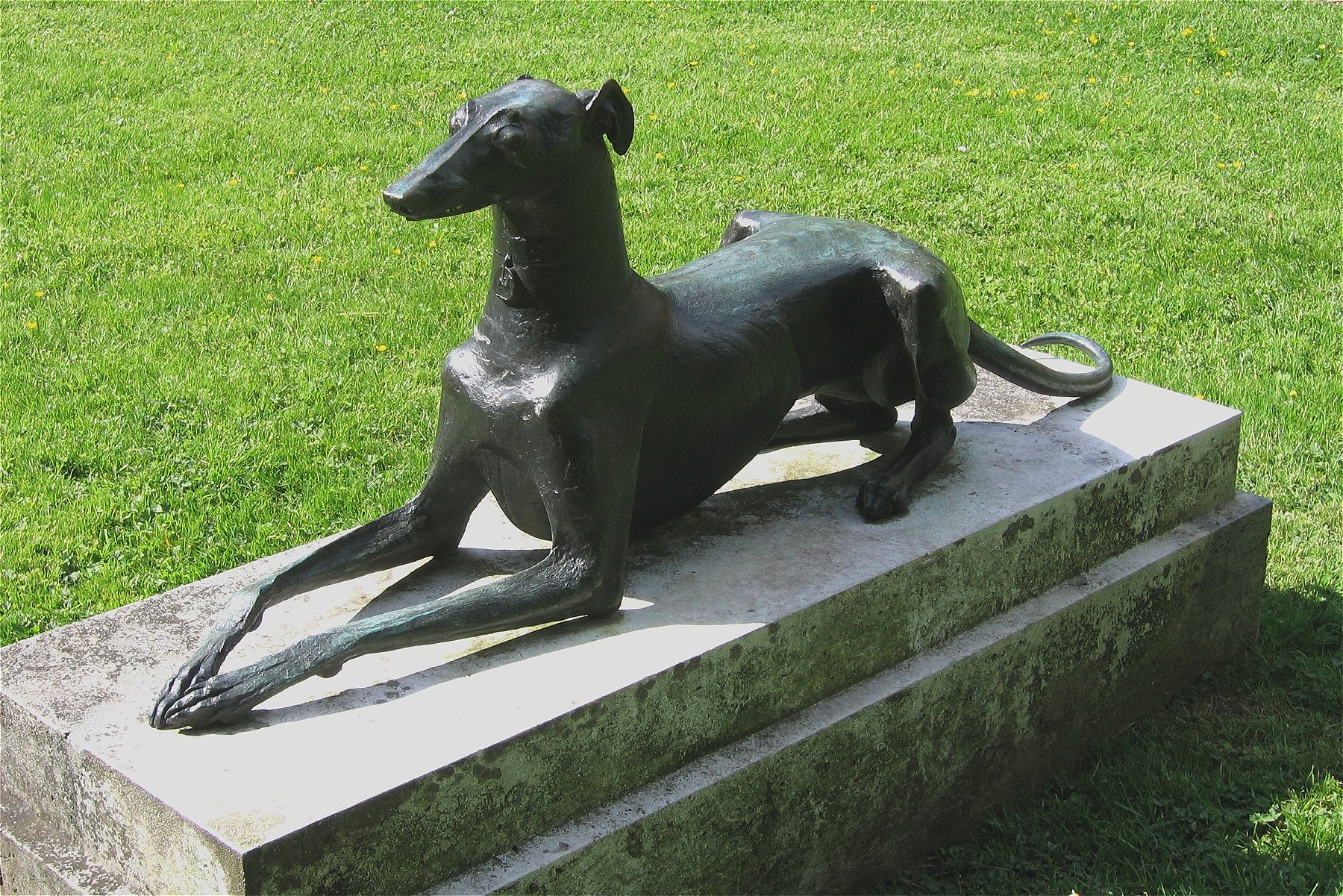
Windspiel, 1960, vor dem Lenbachhaus in München
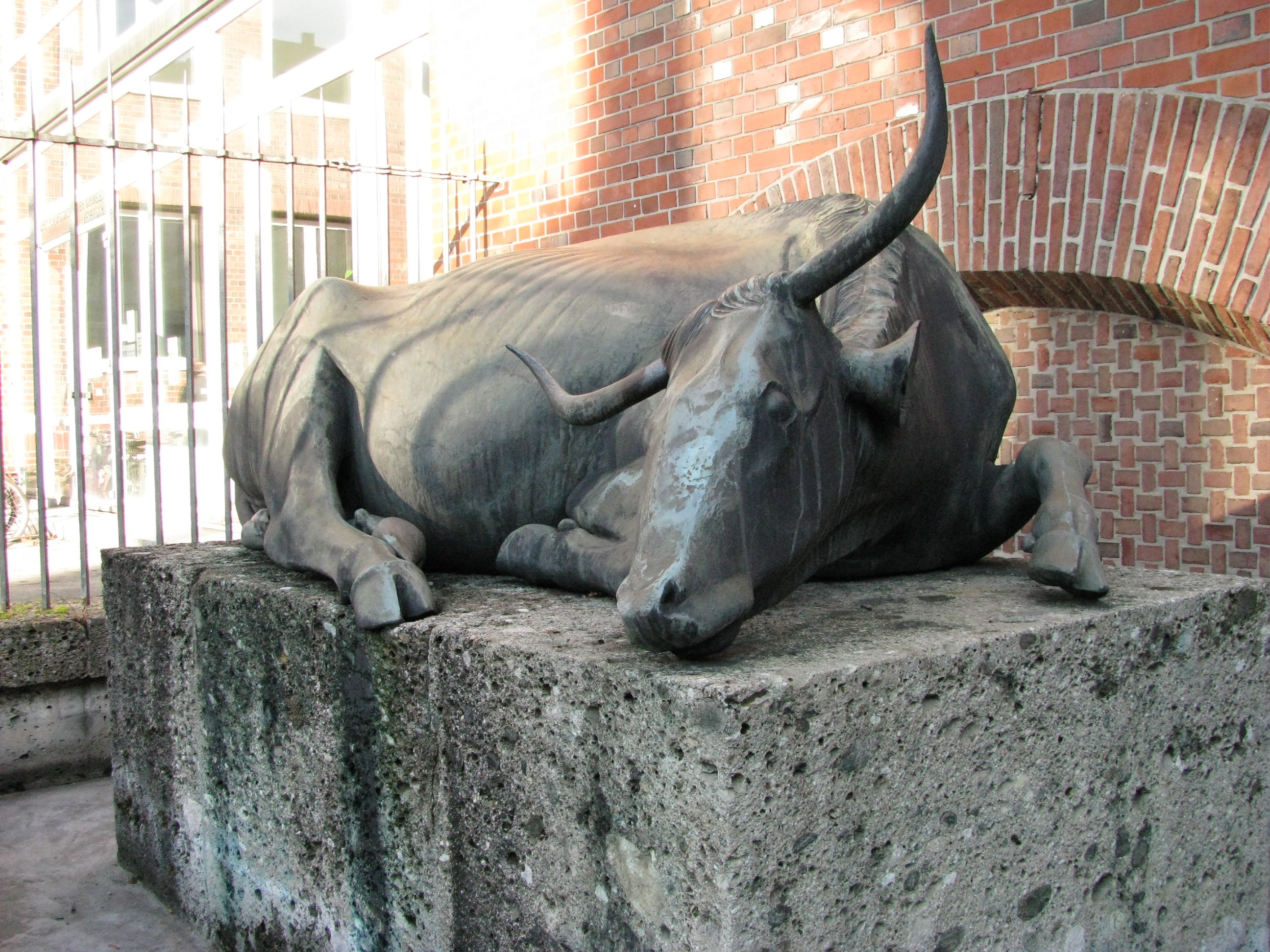
Ochsenbrunnen, 1962, Ecke Zenettistraße/Thalkirchner Straße in München
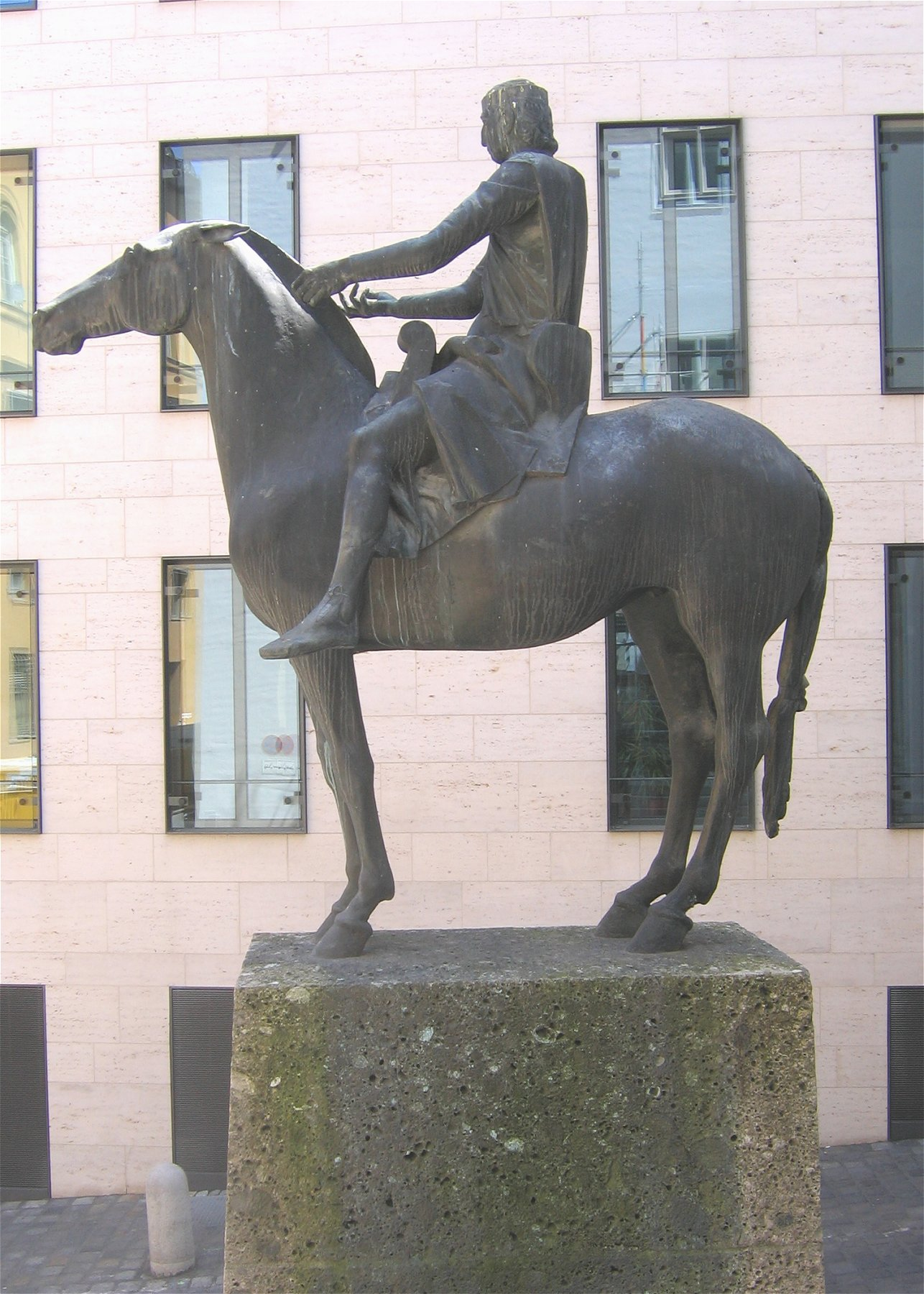
Reiterdenkmal für Ludwig den Bayern, 1967, in München am Alten Hof
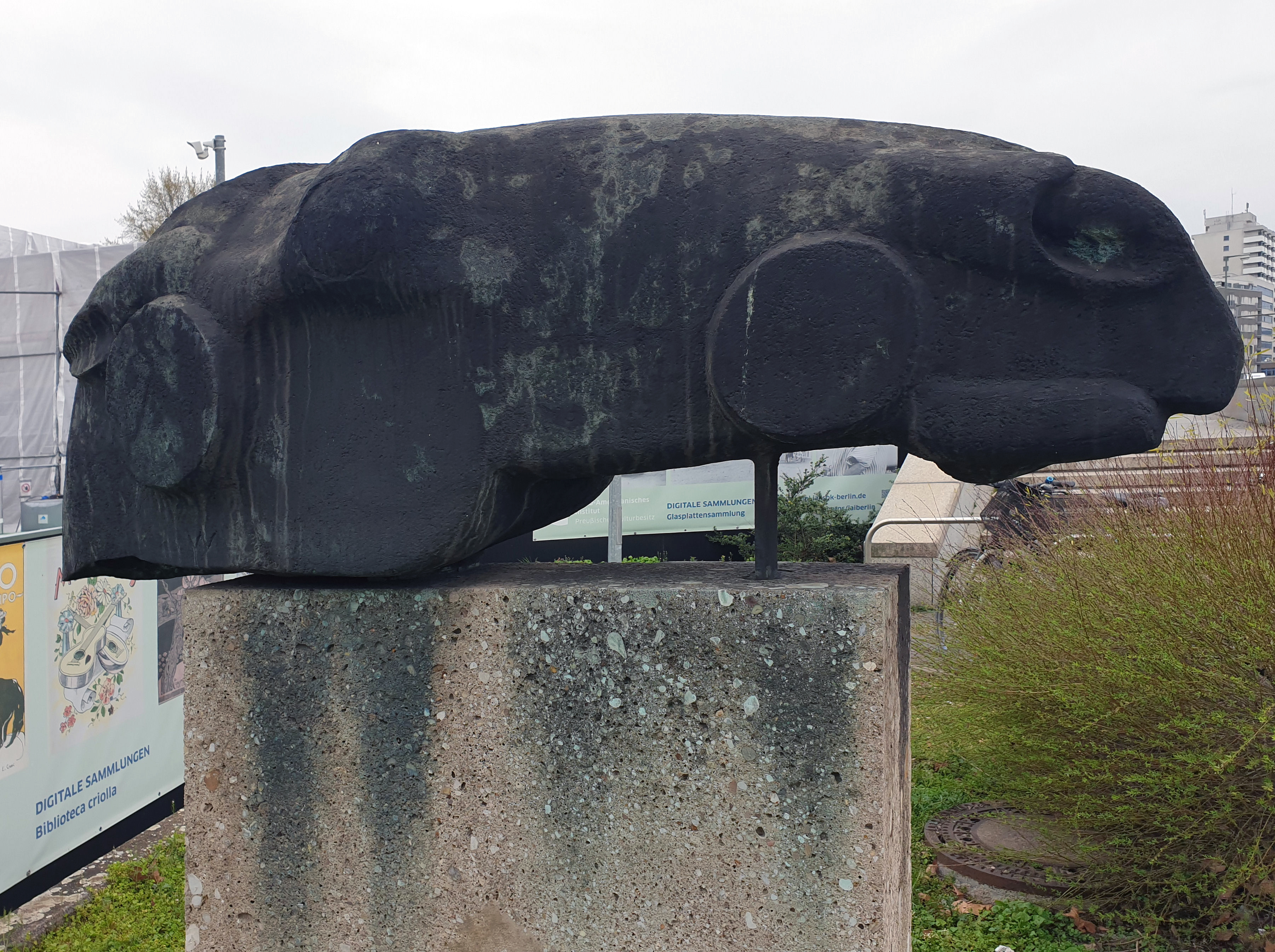
Pferdekopf, 1976, Berlin-Tiergarten
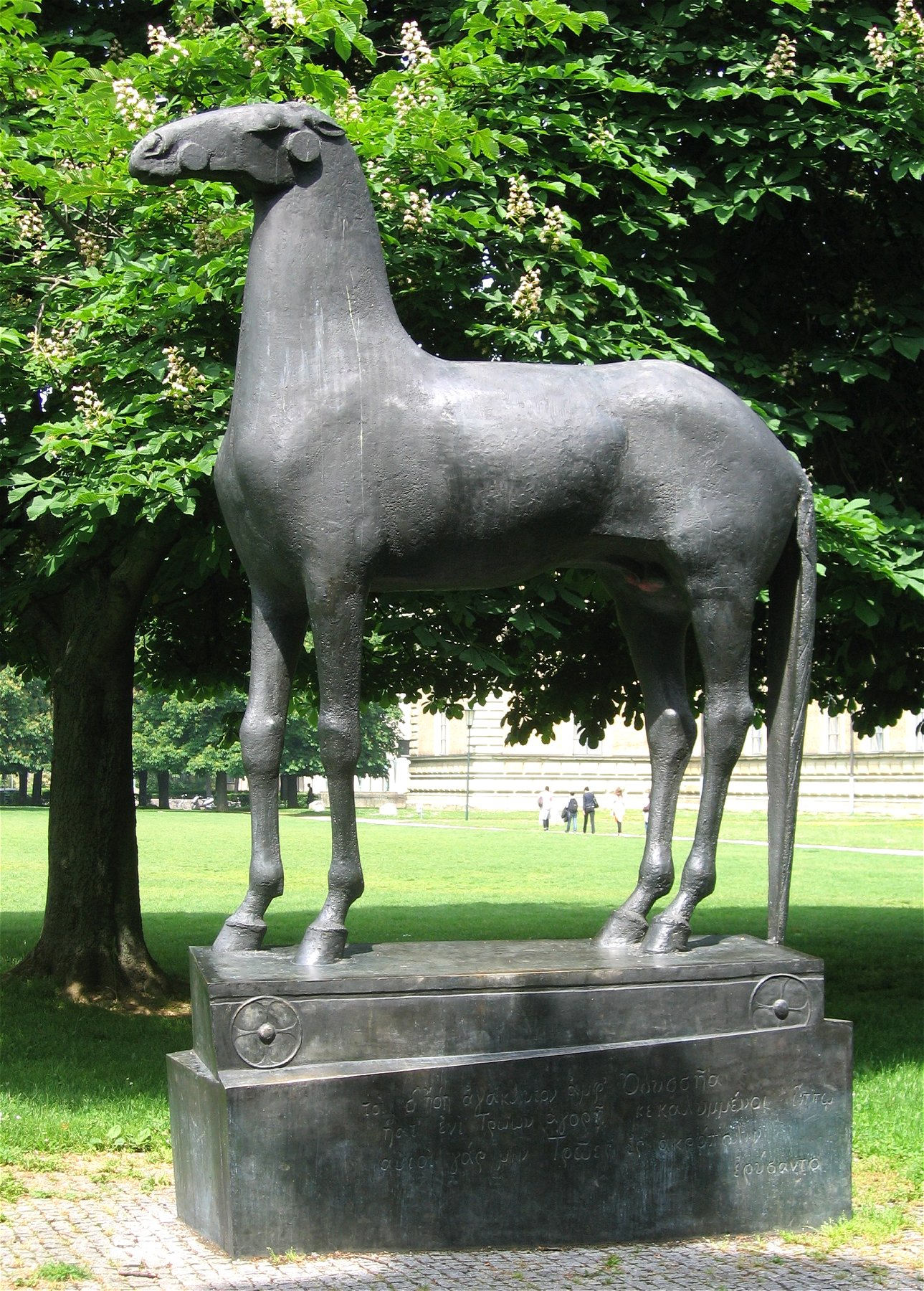
Trojanisches Pferd, 1976–1981, in München an der Alten Pinakothek
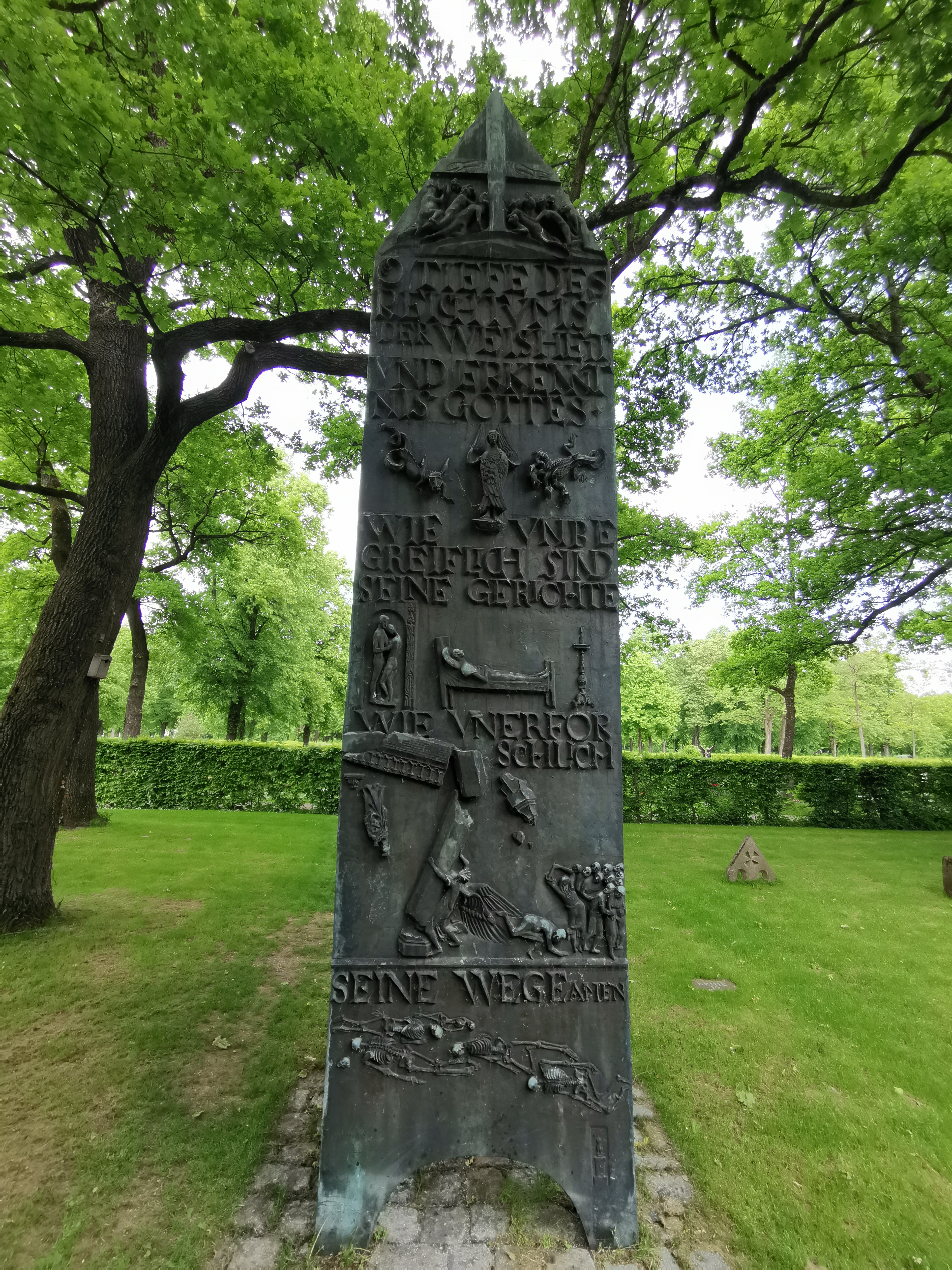
Bronzeplastik in Form einer Bombe auf dem Nordfriedhof in München

## Eigene Veröffentlichungen
- Der Bildhauer über sich selbst. In: Das Innere Reich; Juni 1941, S. 141–142.
- Über die Bildhauerei: Erfahrungen bei der Arbeit, Notizen in der Werkstatt. Insel-Verlag, Frankfurt am Main 1961.
- Niederbayerische Kindheit und Jugend. Meinen Kindern und Enkeln. R. Piper & Co. Verlag, München 1982, ISBN 3-492-02752-0.